# Vuelo 811 de Austral Líneas Aéreas
El vuelo 811 de Austral Líneas Aéreas (AU-811) del 15 de agosto de 1972 fue un vuelo regular de pasajeros operado con un BAC 1-11 entre el aeropuerto General Mosconi de Comodoro Rivadavia, con escalas en el Aeropuerto de Trelew y Aeropuerto de Bahía Blanca, y destino final en el Aeroparque Jorge Newbery de la Ciudad de Buenos Aires.
No llegó a destino, ya que en la ciudad de Trelew fue secuestrado por un grupo de diez guerrilleros entrenados en Cuba y desviado primero a Puerto Montt y finalmente a Santiago, en Chile. Al día siguiente la aeronave regresó a Buenos Aires, mientras que los guerrilleros permanecieron en Chile.

## Desarrollo

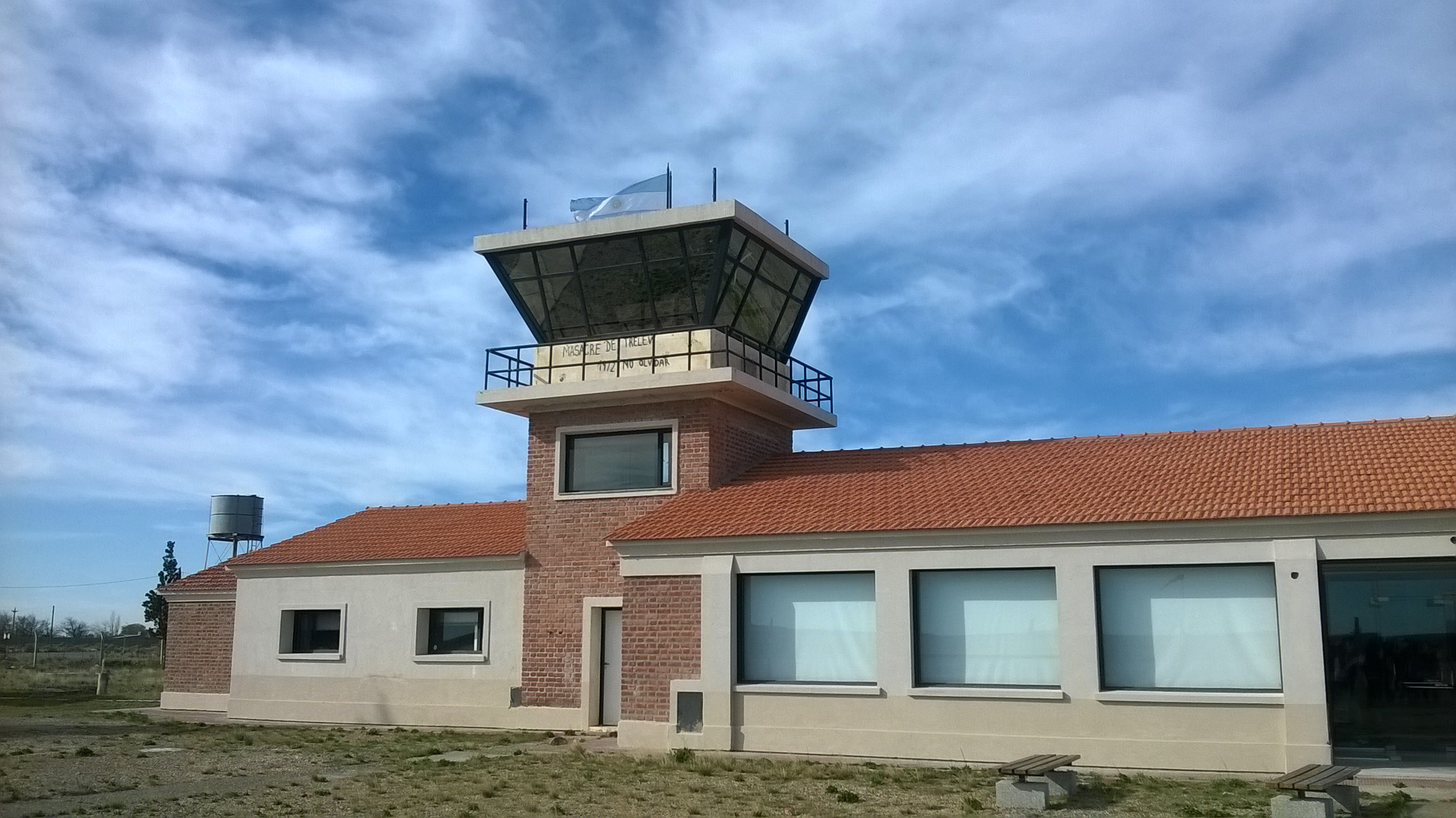
Aeropuerto viejo de Trelew, actual Centro Cultural por la Memoria.

El 15 de agosto despegó pasadas las 18 horas (UTC-3) el habitual vuelo desde Comodoro Rivadavia a Buenos Aires, llevando un total de 96 personas, entre pasajeros y tripulantes. Allí viajaban como pasajeros un comando guerrillero de apoyo formado por cuatro personas con armas escondidas. Entre los integrantes se encontraban Víctor Fernández Palmeiro, del ERP, y Anita Weissen, de FAR.
A las 18:30 horas comenzó un masivo intento de fuga del Penal de Rawson, en la ciudad capital de la provincia del Chubut. De la cárcel escaparon solamente dos grupos, uno de 6 y otro de 19 de los más de cien reclusos miembros de las organizaciones armadas Ejército Revolucionario del Pueblo (ERP), Fuerzas Armadas Revolucionarias (FAR) y Montoneros. 
El jefe del operativo era Mario Roberto Santucho, del Partido Revolucionario de los Trabajadores, aunque algunas declaraciones -especialmente la de Fernando Vaca Narvaja, único sobreviviente de ambos grupos de evadidos- afirman que Marcos Osatinsky (de las FAR) había comenzado a planificar la fuga antes de que Santucho llegue al penal. Estos dos dirigentes junto a Fernando Vaca Narvaja, Roberto Quieto, Enrique Gorriarán Merlo y Domingo Menna integraban el denominado Comité de fuga, y fueron los únicos que pudieron huir rápidamente en un automóvil Ford Falcon que los esperaba, y trasladarse al aeropuerto de Trelew
Una vez que el avión hizo escala en el entonces aeropuerto de Trelew cerca de las 19:20, Santucho cruzó la pista corriendo junto a Vaca Narvaja que, disfrazado de mayor del Ejército, hizo señas al avión para que parara. De la torre de control no entendían lo que estaba sucediendo. El avión se detuvo en ese momento porque los guerrilleros apátridas armados que viajaban como pasajeros ocuparon la cabina y amenazaron al comandante de a bordo. Los primeros seis guerrilleros evadidos del denominado comité de fuga subieron, y ordenaron esperar unos minutos. Desde la torre de control del aeropuerto ya se había avisado a un avión de Aerolíneas Argentinas próximo a llegar, que no aterrizara. El piloto del BAC 1-11 intentó resistirse diciendo: «no hay combustible para llegar a Puerto Montt». Encañonándolo, Santucho respondió: «pues habrá que llegar igual», mientras que Ferreyra dijo que «todos caerían en la cordillera». Para tranquilizar a los pasajeros, Quieto tomó el micrófono y dijo: «señores, no se preocupen, esto es un simulacro, les pedimos disculpas, quédense tranquilos en sus asientos; estamos haciendo un operativo de entrenamiento, porque acá hay una cárcel donde hay terroristas muy famosos».
Debido al temor de la llegada de las fuerzas armadas y por la tardanza del segundo grupo de 19 personas el avión finalmente despegó rumbo a Chile, aterrizando en el aeropuerto El Tepual de Puerto Montt. Cerca de las 22:00, el avión aterrizó en el aeropuerto de Pudahuel de Santiago de Chile. Las carreteras de acceso a la capital chilena estaban cerradas por los carabineros y los periodistas eran mantenidos a distancia, para evitar todo contacto con los guerrilleros fugitivos. A las 23:30 (hora de Buenos Aires: UTC-3), Santucho, Osatinsky y dos jefes policiales comenzaron a conversar en un salón central del aeropuerto de Santiago.
Luego de seis horas, a las 5:20, ya del 16 de agosto, Santucho y Osatinsky informaron a sus compañeros sobre las negociaciones en el aeropuerto. A las 5:45, los seis fugitivos del penal y sus cuatro ayudantes -Wiessen, Goldenberg, Ferreyra, Fernández Palmeiro- bajaron a tierra. Siete minutos más tarde, los pasajeros varones retenidos a bordo se reunieron en el vestíbulo con sus esposas e hijos, liberados cinco horas antes. El avión emprendió el regreso y llegó al aeroparque de Buenos Aires a las 7:32.
Los diez guerrilleros permanecieron en Chile, donde semanas más tarde el entonces presidente Salvador Allende les otorgó un salvoconducto para pedir asilo en Cuba.

## Consecuencias
El segundo grupo de guerrilleros evadidos llegó al aeropuerto cuando el avión estaba despegando. Debido a esto, tomaron la terminal aeroportuaria y se entregaron a las fuerzas armadas. El 22 de agosto, fueron fusilados en la Base Aeronaval Almirante Zar, en lo que se conoce como la Masacre de Trelew.